# Страхова відповідальність
Страхова відповідальність — обов'язок страховика виплачувати страхувальнику страхове відшкодування або страхову суму у разі настання передбаченого умовами договору страхового випадку.